# Pseudosphex fassli
Pseudosphex fassli är en fjärilsart som beskrevs av Max Wilhelm Karl Draudt 1915. Pseudosphex fassli ingår i släktet Pseudosphex och familjen björnspinnare. Inga underarter finns listade.